# Campionato europeo femminile under 19 di pallavolo 1966
Il Campionato europeo femminile under 19 di pallavolo 1966 si è svolto dal 21 al 29 luglio 1966 a Budapest, in Ungheria. Al torneo hanno partecipato 12 squadre nazionali europee e la vittoria finale è andata per la prima volta all'Unione Sovietica.

## Gironi
Dopo la prima fase a gironi, le prime due classificate hanno acceduto al girone per il primo posto, conservando il risultato dello scontro diretto; le ultime due classificate hanno acceduto al girone per il settimo posto, conservando il risultato dello scontro diretto.
| Girone A                                 | Girone B                                                | Girone C                            |
| ---------------------------------------- | ------------------------------------------------------- | ----------------------------------- |
| Bulgaria Cecoslovacchia Turchia Ungheria | Germania Est Germania Ovest Jugoslavia Unione Sovietica | Austria Paesi Bassi Polonia Romania |

## Classifica finale
| Classifica | Squadre          |
| ---------- | ---------------- |
|            | Unione Sovietica |
|            | Germania Est     |
|            | Cecoslovacchia   |
| 4          | Bulgaria         |
| 5          | Polonia          |
| 6          | Romania          |
| 7          | Ungheria         |
| 8          | Jugoslavia       |
| 9          | Paesi Bassi      |
| 10         | Turchia          |
| 11         | Germania Ovest   |
| 12         | Austria          |